# Ruck P

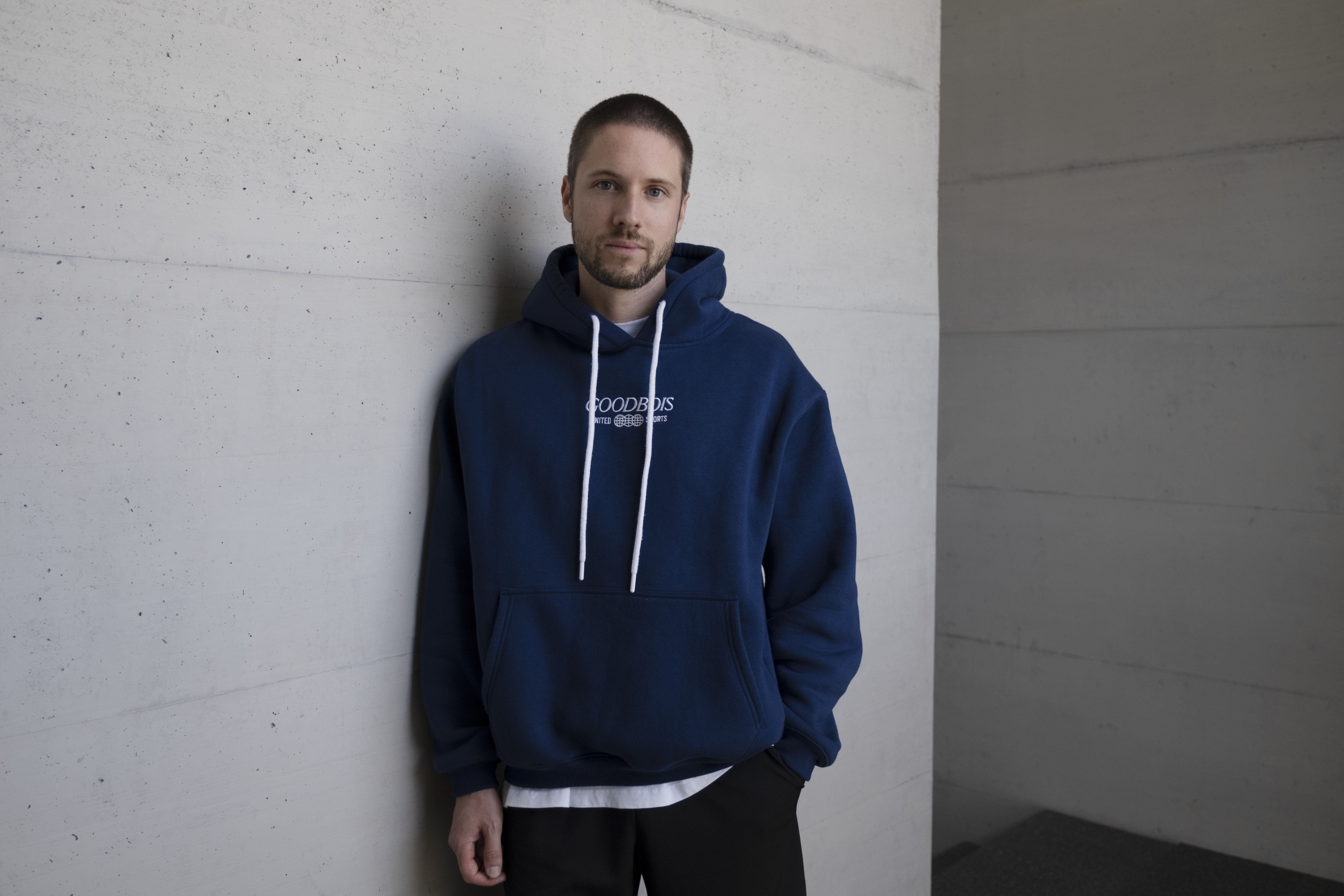
Ruck P (2021)

Ruck P (* 5. Dezember 1987 in Fribourg; bürgerlicher Name Lucien Spielmann) ist ein Schweizer Komponist, DJ und Musikproduzent.

## Biografie
Ruck P arbeitete ab 2003 als DJ und begann ab 2005 Stücke für Schweizer Künstler zu produzieren. 2010 veröffentlichte er zusammen mit DJ Wiz die Compilation The Essential Part, bei der er mit nationalen und internationalen Rappern zusammenarbeitete. Ab 2011 besuchte Ruck P die Swiss Jazz School in Bern und lernte im Verlauf der Jahre das Spielen mehrerer Instrumente wie Gitarre, Klavier, Schlagzeug und Bass. Seine erste Solo-EP wurde über Flow-Fi veröffentlicht. 2015 folgte ein Song für das französische Label On And On Records (C2C, 20syl). In dieser Zeit begannen YouTube-Musikkanäle wie Majestic Casual oder Soulection seine Musik zu teilen und ihm Zugang zu einem grösseren Publikum zu verschaffen.
Seit 2013 produziert er zusammen mit Sir Jai (Jugglerz) und Levin für den Schweizer Rapper Manillio. Das bisher erfolgreichste Album Kryptonit erschien 2016 bei Universal Music. Es erreichte auf Anhieb Platz 1 der Schweizer Albencharts und verweilte 21 Wochen in den Top 100. Die Single Monbijou erreichte 2019 Platin-Status.
2017 produzierte er zusammen mit DJ Invincible einen Grossteil des Albums It Could Be Round Two von Delinquent Habits, unter anderem die Hit-Single California feat. Sen Dog (Cypress Hill).
Aktuell arbeitet und komponiert Ruck P für Labels wie Chillhop Records, For The Love Of It (Releases mit dem deutschen Produzent Shuko) und Hip Dozer. 2019 verwendete Apple die Single Nice für einen Werbespot. Ruck P ist ausserdem Mitglied des Future-Groove/Soul-Trios Boulevard 95.

## Diskografie (inkl. Autorenbeteiligungen/Produktionen)
Alben/EPs
- 2010: The Essential Part (Ruck N’ Wiz)
- 2013: Irgendwo (Manillio)
- 2013: Change (Djemeia)
- 2014: Corcovado (Ruck P)
- 2016: Kryptonit (Manillio)
- 2017: It Could Be Round Two (Delinquent Habits)
- 2017: MVZ Vol. 2 (Nativ)
- 2018: Destination (Ruck P)
- 2018: Plus Minus (Manillio)
- 2018: Polarlos (Tommy Vercetti)
- 2021: trip (Cro)
- 2021: Places (Ruck P)
- 2022: Liebesdings (Constantin Film)
- 2022: Mercato (Lo & Leduc)
- 2022: Sympathie Für Hyäne (Tommy Vercetti)
- 2023: MVZ Vol. 2.1 (Nativ)
- 2023: CREED III Soundtrack (Dreamville Interscope)
- 2023: Dopeman (Plusmacher)
- 2024: Deheim Deheim (Manillio)
- 2024: Alles Liebe (Max Herre & Joy Denalane)
- 2024: OV3² (Di-Meh)

Singles
2015
- Long Time (Ruck P)

2016
- Rise Up (Ruck P)
- Himalaya (Nemo)

2017
- Belvedere (Ruck P)

2018
- Spring In La Coruña (Ruck P)
- Gratitude (Ruck P)

2019
- Vibin' Out (Ruck P)
- Early Morning (Ruck P)
- Blue Skies (Shuko x Ruck P)
- What Might Have Been (Robot Orchestra x Ruck P)
- Coffee Break (Ruck P)
- Horizon (Poldoore x Ruck P)

2020
- Soul Food (Ruck P)
- The Circle (Boulevard 95)
- Dangling (Shuko x Ruck P)
- A Tribe Called Tenz (Ruck P)
- Trailerpark Sunset (The BREED x Ruck P)
- Inverno No Brasil (Shuko x Ruck P)
- 5am (Shuko x Ruck P)

2021
- Foreign Courts (Funky Notes x Ruck P)
- Sunrise Hike (Ruck P)
- Smooth (Cro)
- 1 Instagramm (Cro)
- Was Fäut? Remix (Cinnay)
- Summer Breeze (Shuko x Ruck P)
- Montana (Manillio)

2022
- Lake View (Ruck P)
- Coastal View (Phlocalyst x Ruck P)
- Summer Soft (Shuko x Ruck P)
- Queensbridge Sunset (Shuko x Ruck P)
- Green Valley Trail (Ruck P)
- Alright (Ruck P)
- Fool For You (Jaz Lund)
- No Biggie (Manillio)
- Ghost (Caroline Alves)

2023
- All Night Long Ruck P Remix (Patric Pleasure & Emilia Anastazja)
- Tayrona (Ruck P)
- Nothing Holding Me Down Ruck P Remix (Pegasus)
- Park Ride (ØDDYSEE x Ruck P)
- Dreaming Hills (Shuko x Ruck P)
- Warum Sie (Gigi)
- Lost Memories (ØDDYSEE x Ruck P)

2024
- Golden Hour (ddp x Ruck P)
- THE SAMURAI'S MONOLOGUE (jev.)
- Auf Tour (Max Herre & Joy Denalane)
- ON/OFF (EAZ & XEN)
- Hideouts (ØDDYSEE x Ruck P)
- Segito (ØDDYSEE x Ruck P)
- Summertime (Shuko x Ruck P)
- City Sounds (Al Hug x Zach Niess x Ruck P)
- THE SAMURAI'S MONOLOGUE. (jev.)
- Outro Cypher (Di-Meh)

2025
- Sand (Gigi)